# Heliconius euphrasinus
Heliconius euphrasinus är en fjärilsart som beskrevs av Heinrich Neustetter 1928. Heliconius euphrasinus ingår i släktet Heliconius och familjen praktfjärilar. Inga underarter finns listade i Catalogue of Life.